# Euphorbia cuneata
Euphorbia cuneata är en törelväxtart som beskrevs av Vahl. Euphorbia cuneata ingår i släktet törlar, och familjen törelväxter.

## Underarter
Arten delas in i följande underarter:
- E. c. cretacea
- E. c. cuneata
- E. c. lamproderma
- E. c. spinescens
- E. c. wajirensis
- E. c. pumilans

## Bildgalleri

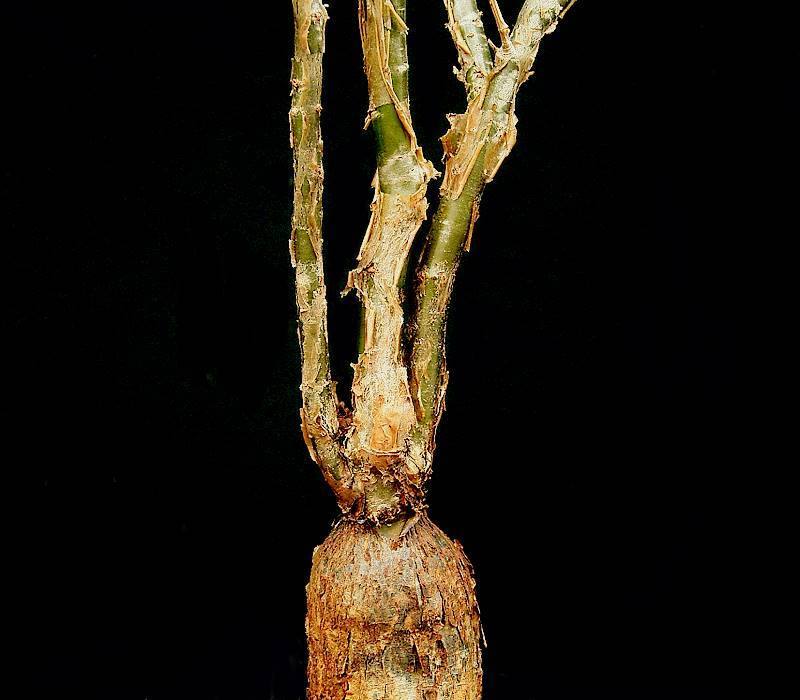